# Sunbeam-Talbot 90

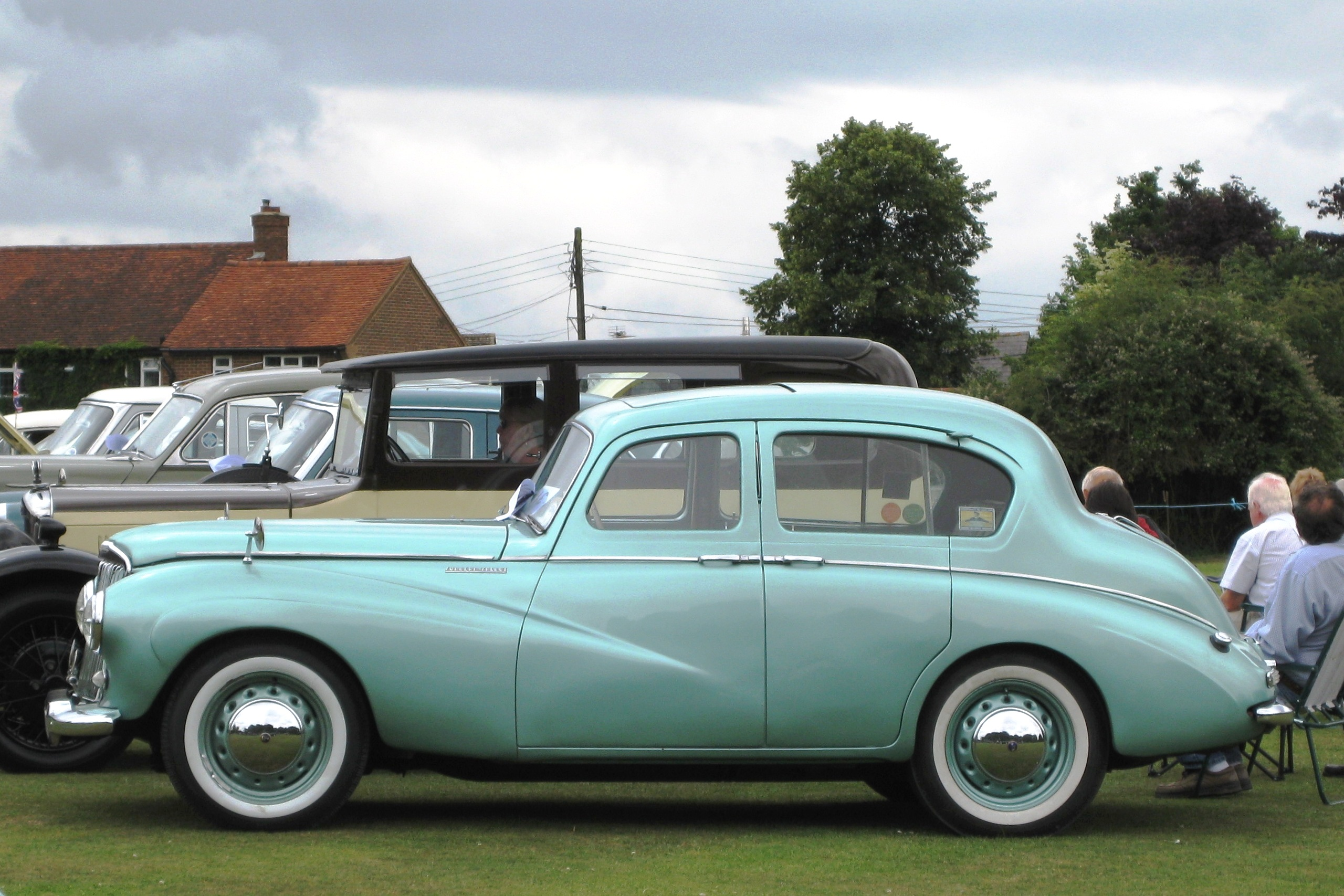
Una Sunbeam Talbot 90 Mark II berlina del 1953

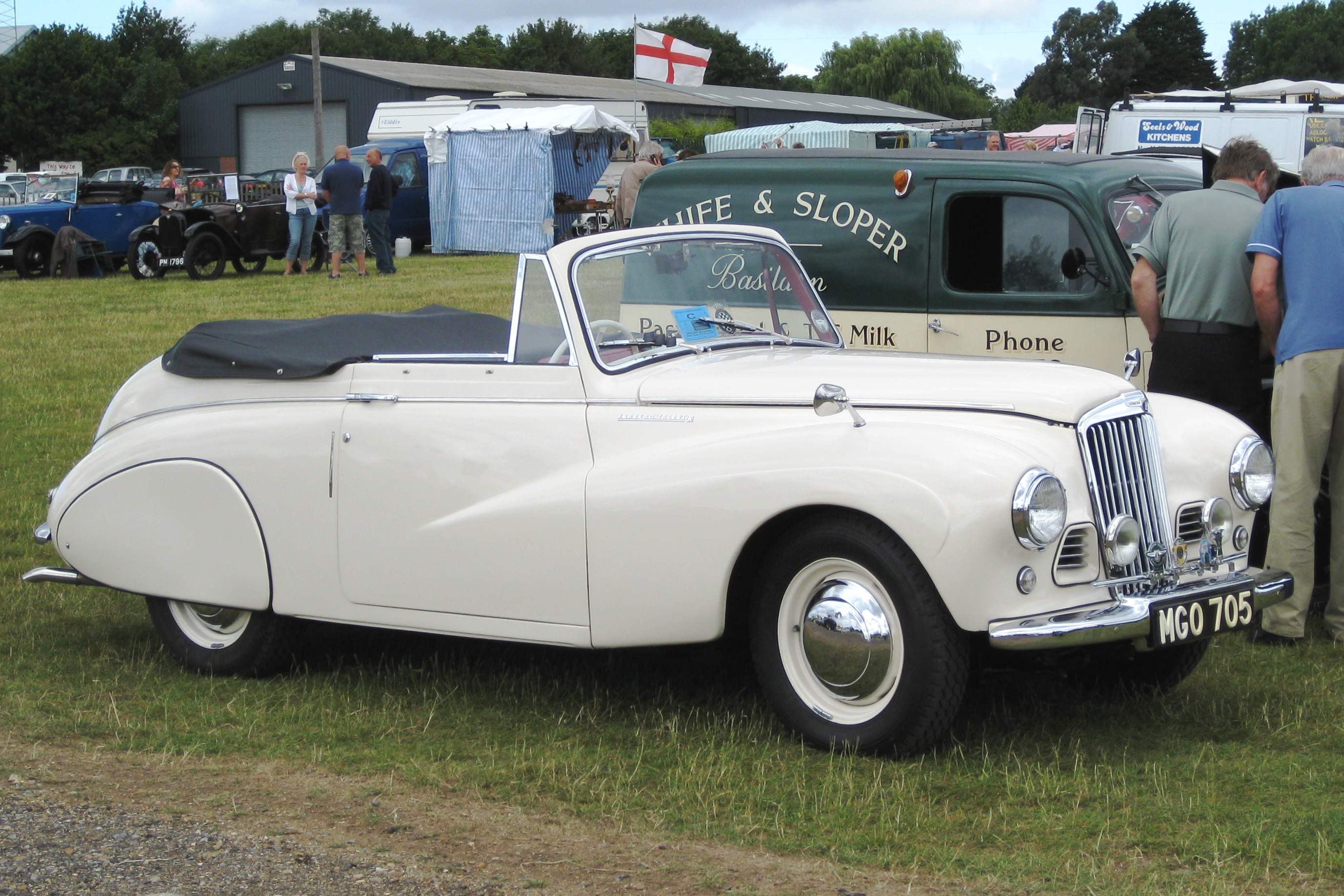
Una Sunbeam Talbot 90 Mark II cabriolet del 1953

La Sunbeam-Talbot 90 è una autovettura costruita dal gruppo Rootes dal 1948 al 1954 nel suo stabilimento di Ryton-on-Dunsmore, nel Regno Unito.
La carrozzeria era disponibile in due versioni, 4 porte berlina e 2 porte cabriolet.
Il motore era un quattro cilindri in linea che fu prodotto in due cilindrate, 1944 cm³ fino al 1952, e 2267 cm³ dopo questa data. Il cambio era a 4 rapporti manuale.
Il modello fu lanciato nel 1948 insieme ad un'altra serie con motore più piccolo, la Sunbeam-Talbot 80. Molte caratteristiche di queste ultime risalivano ad un modello precedente, costruito a cavallo della seconda guerra mondiale, la Sunbeam-Talbot Ten. Il corpo vettura però era completamente nuovo. La berlina era caratterizzata dall'accostamento tra il finestrino della portiera posteriore e quello di coda, senza l'ausilio di un montante.
La Sunbeam-Talbot 90 fu costruita in tre serie prima che la produzione cessò nel 1954, e furono denominate Mark I, Mark II e Mark III. La Mark II fu l'ultimo modello che portò la dicitura “Sunbeam-Talbot”; infatti quello successivo fu ridenominato con il solo marchio Sunbeam.

## La prima serie: la Mark I
La prima serie, chiamata Mark I, aveva un motore da 1944 cm³ di cilindrata che erogava una potenza di 64 bhp. Traeva origine da quello pre-bellico a valvole laterali derivato dai propulsori Humber, e montato anche sulla Sunbeam-Talbot Two Litre.
Il telaio derivava invece da quello utilizzato sulla Sunbeam-Talbot Ten, ma con una più larga carreggiata. Un'altra differenza era l'assale rigido per l'avantreno e le balestre sul retrotreno. I freni furono aggiornati con sistema a comando idraulico. I corpi vettura delle berline e delle cabriolet erano fissati al telaio, e le ruote posteriori erano ricoperte da carenature in metallo.
Della serie Mark I, prodotta dal 1948 al 1950, ne furono costruiti 4000 esemplari.

## La seconda serie: la Mark II
La Mark II fu commercializzata con un nuovo telaio che possedeva sospensioni anteriori a molle elicoidali, ed un nuovo motore con cilindrata aumentata a 2267 cm³, che erogava ora una potenza di 70 bhp. La testata fu modificata da valvole laterali a valvole in testa. Fu anche cambiato il frontale, con i fari anteriori più alti e con l'installazione di griglie per l'afflusso d'aria su entrambi i lati del radiatore.
La versione cabriolet fu provata dalla rivista The Motor nel 1952, e raggiunse la velocità massima di 137,1 km/h, accelerando da ferma a 97 km/h in 20,2 secondi. Il consumo di carburante fu di 12.6 L/100 km. Il modello utilizzato nel test costava 1393 sterline incluse le tasse.
Della Mark II, prodotta dal 1950 al 1952, ne furono costruiti 5493 esemplari

## L'aggiornamento della seconda serie: la Mark IIA
La Mark IIA ebbe un incremento del rapporto di compressione che portò il motore ad erogare 77 bhp di potenza. Per andare incontro alle maggiori prestazioni, i freni furono potenziati, e fu previsto un sistema di raffreddamento delle ruote per incrementare la frenata. Le carenature sulle ruote posteriori non furono più installate.
Della Mark IIA, prodotta dal 1952 al 1954, ne furono prodotti 10.888 esemplari.

## La terza serie: la Mark III
Dal 1954 al 1957 la produzione del modello continuò, ma senza più il nome Talbot. Fu infatti commercializzata come Sunbeam 90 Mark III. Condivideva il rivestimento del radiatore con la Sunbeam Supreme. La versione cabriolet non fu più costruita dal 1955.
Ci furono dei cambiamenti estetici minori, come il frontale con più grandi prese d’aria per ogni lato del radiatore, e tre piccoli oblò posizionati appena sotto il cofano e vicino al parabrezza. Era disponibile anche in versione a due colori. La potenza del motore fu incrementata a 80 bhp, e il cambio con l’overdrive divenne un optional.
La Mark III fu provata dalla rivista The Motor nel 1955. L'esemplare raggiunse la velocità massima di 150,6 km/h e accelerava da fermo a 97 km/h in 17,4 secondi. Il consumo di carburante era di 12,8 L/100 km. Il modello utilizzato nel test costava 1191 sterline incluse le tasse.
Il maggior concessionario del gruppo Rootes di Leicester, offrì una versione della Mark III che aveva spostata la leva del cambio sul tunnel della trasmissione, aveva modificata la testata, aveva una presa d'aria sul cofano e aveva migliorata l'apertura del bagagliaio. Le modifiche su questi modelli non avevano a che fare con gli stabilimenti della Sunbeam, e a volte furono conosciuti come  Mark IIIS. Ne furono realizzati circa 30-40 esemplari. Fu anche offerto come accessorio il cambio rivisto, che fu anche montato sui primi modelli.
Della Mark III ne furono prodotti 2250 esemplari.

## I risultati sportivi
Al Rally di Monte Carlo una Mark II, guidata da Stirling Moss, arrivò seconda nel 1952, mentre una Mark III giunse prima assoluta nell'edizione del 1955.